# Чернореченский сельсовет (Оренбургская область)
Чернореченский сельсовет — сельское поселение в Оренбургском районе Оренбургской области Российской Федерации.
Административный центр — село Черноречье.

## История
Образование села датируется 1736 г.
Современное село Черноречье принадлежит к числу старинных населенных пунктов Оренбургской области, а также первых крепостей, заложенных Оренбургской экспедицией по реке Яик (Уралу). Село стоит на высоком древнем берегу. Сейчас Урал далеко отошел от своего старого русла, между ними – обширная пойменная долина. У самой подошвы берега бежит маленькая речушка Черная, впадающая ниже села в старицу Урала. С высоты открывается превосходный вид на окрестности: обширную долину с рощами и замыкающую ее вдали уральскую ленту.
С первых лет основания село попало в поле зрения правителей и устроителей России восемнадцатого века. О нем пишут И.К. Кирилов, В.И. Даль, И.И. Неплюев. Монаршим Указом императрица Елизавета Петровна жаловала казакам Чернореченской станицы императорское знамя. По улицам Черноречья ходили Емельян Пугачев и Александр Пушкин, атаман Дутов.
Годом рождения современного села Черноречье является 1736 год. История Черноречья связана с деятельностью Оренбургской экспедиции, которую сформировал и возглавил И.И. Кирилов. Экспедиция осуществила включение в состав Российского государства обширнейшего пространства Южного Приуралья и Казахстана.
Большой путь преодолело Черноречье, его история за истекшее со дня основания время, накопила значительное число фактов, событий, свидетельств. О крепости Чернореченской в своих трудах, высоко оцененных европейской и российской общественностью, дают важные сведения П.И. Рычков, П.С. Паллас.
Чернореченская крепость относилась к Нижнеяицкой дистанции, вместе с ней в ней были крепости: Рассыпная, Нижне-Озерная, Татищево и Переволоцкая.
Во времена Е. Пугачева чернореченские казаки активно поддержали повстанцев. Накануне Пугачевского восстания в крепости было 58 дворов и 506. Гарнизонную службу в ней несла рота солдат во главе с капитаном П.А. Нечаевым (137 человек) и казачья команда (64 человека) под началом атамана Е.Г. Мелехова. Комендантом крепости являлся премьер-майор Х.Х. Краузе.
Барабанный бой известил жителей Черноречья об эвакуации, но только немногие жители ушли с гарнизоном в Оренбург, большая часть осталась и ждала прибытия Е. Пугачева.
Для сбора дополнительного материала о Крестьянской войне 1773-1775 годов Оренбургский край в 1833 году посетил А.С. Пушкин, проездом останавливался и в крепости Чернореченской.
Государева служба для казаков Чернореченской крепости стала делом чести. Чернореченцы защищали Россию в Отечественной войне 1812 года, героически сражались в освободительном походе за границу, русско-германской войне 1914-1918 гг.
В 1919 году около села проходил боевой рубеж Восточного фронта, на котором в апреле-мае 211-й, 224-й красноармейские полки и 1 батальон 218 Оренбургского рабочего полка отражали атаки белоказаков, пытавшихся ворваться в город с запада. Колхоз, образованный на территории села в годы советской власти, был назван в честь руководителя крестьянской войны 1773-1775 годов – Е.И. Пугачева. Первым председателем был Попов.
К 1941 году колхоз им. Е. Пугачева превратился в крепкое многоотраслевое хозяйство, развитию которого помешала война.
Из села защищать родину ушли 570 человек, не вернулись 200 человек.
В память о погибших в годы Великой Отечественной войны односельчане воздвигнули в селе памятник. Автором обелиска является В.А. Михайлов, скульптор из г. Балашихи Московской области. Обелиск символизирует древнегреческую богиню Нику, богиню-победительницу, хранительницу мира. Строительство обелиска начали в марте 1984 года, а завершили в апреле 1985. На мраморных досках обелиска хранится память о погибших односельчанах в годы ВОВ.
Послевоенный период в жизни чернореченцев отмечен тяжкими усилиями по восстановлению хозяйства.
Немало в селе ветеранов труда, которые находятся на заслуженном отдыхе:Н.П. Макушина, А.М. Кропотина, Т.П. Чеканина  и другие.
В 1971 году в Оренбурге начал строиться газоперерабатывающий комплекс. Это строительство сказалось и на жизни чернореченцев. Была проложена асфальтированная дорога Холодные Ключи – Черноречье.
В девяностые годы проведена реформа местного самоуправления и  в 1996 году в селе Черноречье прошли первые выборы в органы местного самоуправления и на всеобщих выборах избрали главу муниципального образования. Эта дата считается новым этапом в жизни села и ознаменована возрождениемкультуры,  социально- экономическим подъемом и повышением уровня благосостояния граждан и комфортности проживания.

## Население
| 2010  | 2012  | 2013  | 2014  | 2015  | 2016  | 2017  |
| ----- | ----- | ----- | ----- | ----- | ----- | ----- |
| 1443  | ↗1481 | ↗1508 | ↗1539 | ↗1558 | ↗1568 | ↗1634 |
| 2018  | 2019  | 2020  | 2021  |       |       |       |
| ↗1657 | ↗1660 | →1660 | ↘1652 |       |       |       |

## Состав сельского поселения
Национальный состав:
| Национальность | % к общему числу |
| русские        | 92               |
| казахи         | 2,4              |
| армяне         | 1,5              |
| татары         | 1                |
| украинцы       | 0,5              |
| мордва         | 0,5              |
| немцы          | 0,5              |
| белорусы       | 0,2              |
| прочие         | 2,8              |

| № | Населённый пункт | Тип населённого пункта       | Население |
| - | ---------------- | ---------------------------- | --------- |
| 1 | Черноречье       | село, административный центр | ↘1652     |